# Itamuton townesorum
Itamuton townesorum är en stekelart som först beskrevs av Porter 1967.  Itamuton townesorum ingår i släktet Itamuton och familjen brokparasitsteklar. Inga underarter finns listade i Catalogue of Life.